# Межицан, Иван Иосифович
Иван Иосифович Межицан (1910—1950) — генерал-майор Советской Армии, участник советско-финской и Великой Отечественной войны.

## Биография

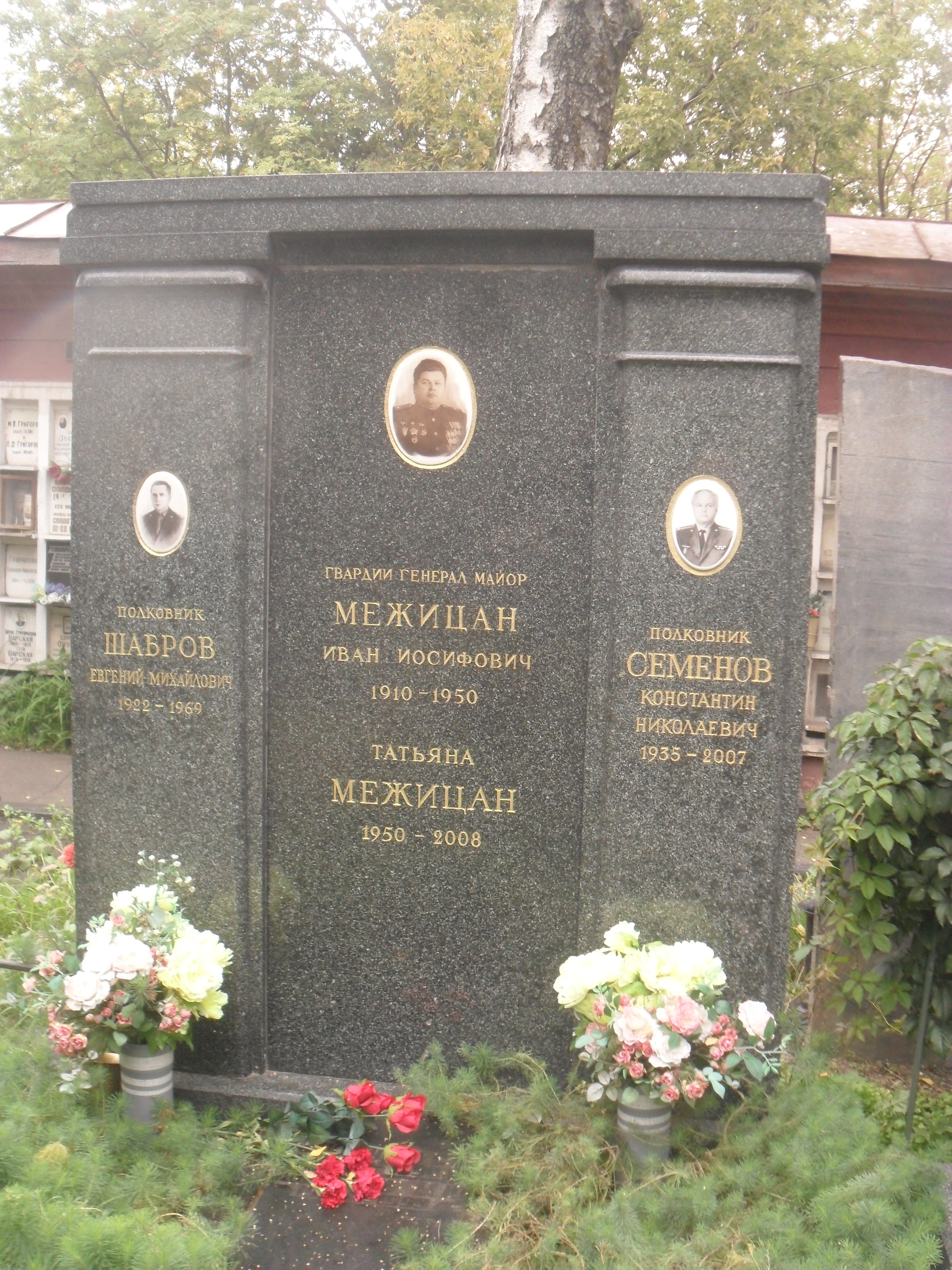
Могила Межицана на Новодевичьем кладбище Москвы.

Иван Межицан родился 14 января 1910 года в Екатеринославе. Рано остался без родителей, рос в детском доме. С 1924 года работал кузнецом, с 1930 года — техником. В 1932 году Межицан окончил вечернее отделение Днепропетровского металлургического института. В том же году он был призван на службу в Рабоче-крестьянскую Красную Армию. В 1934 году он окончил Киевское танковое училище. Участвовал в боях советско-финской войны, был тяжело ранен. Начало Великой Отечественной войны встретил на учёбу в Военной академии бронетанковых войск.
В июле 1941 года Межицан был направлен на должность помощника начальника штаба 3-й танковой дивизии, позднее стал начальником штаба 229-й стрелковой дивизии. С марта 1942 года служил в 8-й гвардейской танковой бригаде, был в ней начальником штаба, заместителем командира. Участвовал в Сталинградской битве, был тяжело ранен.
Когда в СССР началось формирование Войска Польского, полковник Межицан был назначен командиром 1-й танковой бригады имени Героев Вестерплатте. Под его командованием бригада прошла с боями до Варшавы.

«Польская танковая бригада под командованием генерала Межицана подошла к реке, когда на плацдарме шел ожесточенный бой. В течение нескольких дней и ночей под непрерывными бомбежками танки бригады переправлялись на пароме на западный берег реки. Польские танкисты проявляли исключительное мужество. Какой бы неистовой ни была бомбежка, они оставались на пароме. Но вот паром разбило. Танкисты отправились на поиски переправочных средств. Вскоре они доложили, что под Демблином нашлась исправная баржа, на которую можно сразу поставить 8-10 танков. Ночью баржу доставили в район Пшевуз — Тарновский, и переправа танков продолжалась.

Переправившиеся танки сосредоточивались у Магнушева. Командир бригады сразу же организовал здесь крепкую оборону. Первая же попытка фашистских войск прорваться к Висле на этом направлении потерпела неудачу. Все атаки были отбиты с большими потерями для противника.

Исключительный героизм проявили польские танкисты на участке Ленкавица, Тшебень. В разгар боя генерал Межицан на танке занял место в строю….

Сражение не прекращалось целый день. Всё поле боя было усеяно горящими немецкими танками. Дорогой ценой удалось противнику вклинится в нашу оборону, но добиться большего он уже не смог. На помощь польским танкистам пришли танкисты тяжелого танкового полка подполковника Оглоблина и артиллеристы полковника Кобрина. Общими усилиями боевые друзья ночью выбили противника. На поле боя осталось много трупов вражеских солдат и до 40 танков и бронемашин».
— Маршал Советского Союза В. И. Чуйков.  Конец третьего рейха. — М.: Издательство «Советская Россия», 1973. — С. 69.
С сентября 1944 года Межицан командовал гарнизоном пригорода Варшавы. В послевоенное время продолжал службу в составе польских Вооружённых Сил, в 1946—1949 годах был главным инспектором бронетанковых войск ПНР. В марте 1949 года Межицан был возвращён в Советский Союз и направлен на учёбу в Военную академию Генерального штаба. Скоропостижно скончался 7 июня 1950 года, похоронен на Новодевичьем кладбище Москвы.
Был награждён орденами Ленина, Красного Знамени, Отечественной войны 1-й степени, двумя орденами Красной Звезды, четырьмя польскими орденами, рядом советских и польских медалей.